# Morcar (earl Northumbrii)
Morcar (zm. 1071) – syn Ælfgara, earla Mercji, brat Edwina, earla Mercji.
Był earlem Northumbrii w latach 1065–1066.